# Taxandriaroute
De Taxandriaroute is een bewegwijzerde toeristische autoroute in Vlaanderen en Nederland. De 140 kilometer lange route was bewegwijzerd met zeshoekige blauwwitte borden en is vernoemd naar Taxandrië. De route doet Ulvenhout, Goirle, Hilvarenbeek, Retie, Beerse, Merksplas, Hoogstraten aan.